# Okres Karlsbad
Karlsbad (Tsjechisch: Karlovy Vary) is een district (Tsjechisch: Okres) in de gelijknamige Tsjechische regio Karlsbad. De hoofdstad is Karlsbad. Karlovy Vary bestaat uit 54 gemeenten (Tsjechisch: Obec).

## Lijst van gemeenten
De obce (gemeenten) van de okres Karlsbad. De vetgedrukte plaatsen hebben stadsrechten.
Abertamy - Andělská Hora - Bečov nad Teplou - Bochov - Boží Dar - Božičany - Bražec - Březová - Černava - Čichalov - Dalovice - Děpoltovice - Doupovské Hradiště - Hájek - Horní Blatná - Hory - Hroznětín - Chodov - Chyše - Jáchymov - Jenišov - Karlsbad (Karlovy Vary) - Kolová - Krásné Údolí - Krásný Les - Kyselka - Merklín - Mírová - Nejdek - Nová Role - Nové Hamry - Ostrov - Otovice - Otročín - Pernink - Pila - Potůčky - Pšov - Sadov - Smolné Pece - Stanovice - Stráž nad Ohří - Stružná - Šemnice - Štědrá - Teplička - Toužim - Útvina - Valeč - Velichov - Verušičky - Vojenský újezd Hradiště - Vojkovice - Vrbice - Vysoká Pec - Žlutice

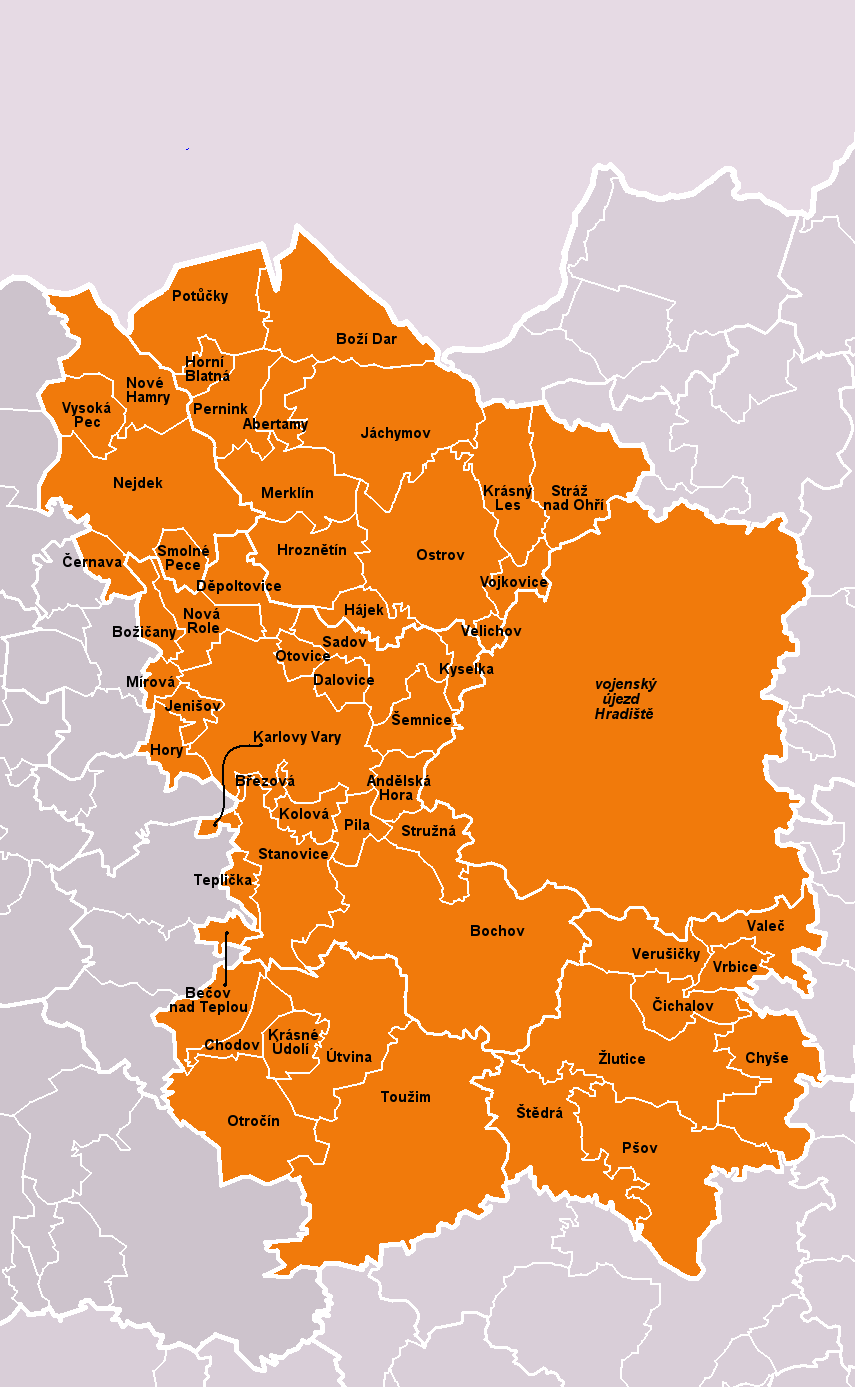
Gemeenten van okres Karlsbad

Cheb · Karlsbad · Sokolov